# Robert Kidston
Robert Kidston (29 juin 1852 - 13 juillet 1924) est un botaniste et paléobotaniste écossais.

## Biographie
Il est né à Bishopton House dans le Renfrewshire le 29 juin 1852, le plus jeune des douze enfants de Robert Alexander Kidston, un homme d'affaires de Glasgow, et de sa femme, Mary Anne Meigh. Il fait ses études au lycée de Stirling .
Il étudie la botanique à l'Université d'Édimbourg et étudie ensuite le chert de Rhynie  et travaille pour le British Geological Survey. Kidston est « sans doute le paléobotaniste le meilleur et le plus influent de son époque. Dans plus de 180 articles scientifiques, il a jeté les bases d'une compréhension moderne de la taxonomie et de la paléobiologie des plantes du Dévonien et du Carbonifère."  Le premier ministre Bonar Law est son cousin germain .
Dans les années 1880, Kidston est invité à cataloguer la collection de plantes paléozoïques du British Museum (Natural History). Ces travaux commencent en février 1883 et s'achèvent en 1886.
En 1886, il est élu membre de la Royal Society of Edinburgh avec comme proposants Alexander Dikson, John Duns, Sir John Murray et Robert Gray. Il est secrétaire de la Société de 1909 à 1916 et vice-président de 1917 à 1920. Il remporte le prix Neill de la Société à deux reprises : 1886-1889 et 1915-17.
Il reçoit un doctorat honorifique (LLD) de l'Université de Glasgow en 1908 et un deuxième doctorat (DSc) de l'Université de Manchester en 1921.
Il meurt alors qu'il rendait visite à son ami David Davies à Gilfach Goch au pays de Galles le 13 juillet 1924. Il est enterré avec sa famille à Logie Churchyard près de Stirling.

## Famille
Pendant la majeure partie de sa vie, il vit avec ses trois sœurs célibataires dans une maison de Victoria Place à Stirling .
En 1898, il épouse Agnès Marion Christian Oliphant (décédée en 1950), de vingt ans sa cadette. Ils ont deux filles, Hannah et Marjory. Ils vivent dans une grande maison au 12 Clarendon Place à Stirling avec plusieurs domestiques.

## Prix
Il est élu membre de la Royal Society (FRS) en juin 1902 et remporte la médaille Murchison de la Société géologique de Londres en 1916.
Il reçoit deux médailles d'or pour la photographie. Les médailles et une collection de 4000 négatifs sur verre sont offertes au Geological Survey par son petit-fils, Geoffrey Wilkinson, en 2007 .

## Ouvrages
- Flora of the Carboniferous Period
- Catalogue of the Palaeozoic Plants in the British Museum